# Distretto di Losanna
Il distretto di Losanna (Lausanne in francese) è un distretto del Canton Vaud, in Svizzera. Confina con i distretti di Morges a ovest, di Cossonay a nord-ovest, di Echallens a nord, di Oron a nord-est, di Lavaux a est e con la Francia (dipartimento dell'Alta Savoia nel Rodano-Alpi) a sud. Il capoluogo è Losanna (Lausanne). Comprende una parte del lago di Ginevra.

## Comuni
| Comune                |
| --------------------- |
| Cheseaux-sur-Lausanne |
| Epalinges             |
| Jouxtens-Mézery       |
| Losanna               |
| Le Mont-sur-Lausanne  |
| Romanel-sur-Lausanne  |
| Totale : 6            |